# Hipótesis de las dos capas
La hipótesis de las dos capas o hipótesis de inmigración, es una teoría arqueológica que sugiere que la ocupación humana del sudeste asiático continental se produjo en dos períodos distintos por dos grupos raciales separados, de ahí el término 'capa'. Según la hipótesis de dos capas, los primeros pueblos indígenas australo-melanesios constituyeron la primera población del sudeste asiático antes de su integración genética con una segunda ola de habitantes del este de Asia, incluido el sur de China, durante la expansión agrícola del neolítico. La mayoría de la evidencia de la Hipótesis de dos capas consiste en análisis dentales y morfométricos de sitios arqueológicos por todo el sudeste asiático, principalmente Tailandia y Vietnam. La credibilidad de la hipótesis de dos capas ha sido criticada debido principalmente a similitudes [cita requerida] entre las características craneales y dentales del sudeste asiático y chinas, excluyendo los australo-melanesios 

## Historia
Los primeros restos esqueléticos fosilizados e indicación de los primeros habitantes del sur de Asia "proto-australianos" surgieron en 1920, durante una excavación realizada por Dubois en la isla de Java. A pesar de esto, Koenigswald no sugirió la conexión formal con el sudeste asiático continental y la posibilidad de una población inicial de australomelanesioides hasta 1952 en su respuesta a Hooijer, quien criticó duramente la atribución de restos dentales 'de dientes grandes' a los primeros australo-melanesios. La hipótesis de inmigración propuesta por Koenigswald se denominó formalmente el modelo de 'dos capas' por Jacob Teuku. En 1967, Teuku analizó las proporciones craneales y dentales de 152 muestras esqueléticas adultas recuperadas de sitios prehistóricos en Malasia e Indonesia, la mayoría con mandíbulas y dientes robustos, glándulas prominentes y extremidades alargadas y delgadas. Teuku argumentó que estas características correspondían a la población australo-melanesia propuesta por Koenigswald que precedió a los inmigrantes del neolítico de Asia oriental; también sugiere que los habitantes iniciales probablemente se vieron obligados a desplazarse hacia al sur del sudeste de Asia continental por la segunda ola de migrantes, debido a la competencia por los recursos o conflictos.

## Evidencia arqueológica

### Tailandia
Las excavaciones en la cueva Moh Khiew dieron como resultado el descubrimiento de un esqueleto humano femenino del Pleistoceno tardío, una datación por radiocarbono de AMS en una muestra de carbón que se recolectó de una tumba dio una edad de 25800 +/- 600. Se compararon medidas como la anchura bimaxilar, la altura facial superior, la anchura bicondilar, la longitud mandibular, la anchura y altura nasal, la altura palatina y el ángulo mandibular desde el área craneal y dental con otras muestras humanas femeninas de las regiones de Asia oriental y el Pacífico sudoccidental. Se utilizaron doce mediciones en total para la comparación estadística, además de 14 diámetros de corona bucolingual de dientes maxilares y mandibulares. Después de completar la comparación, la muestra más cercana a la muestra de la Cueva Moh Khiew es el Pleistoceno tardío Coobool Creek de Australia. La siguiente muestra más cercana es la de los aborígenes australianos modernos. Sin embargo, los de Flores, Vietnam y Tailandia son muestras distantes en la comparación. Este descubrimiento sugiere que el esqueleto de la cueva Moh Khiew puede haber compartido un antepasado común con los aborígenes y melanesios australianos y también apoya la hipótesis de 'dos capas'. 

### Vietnam
Un estudio realizado en 2005 examinó y comparó los dientes permanentes de 4.002 individuos encontrados en 42 muestras prehistóricas e históricas en todo el este de Asia, el sudeste de Asia, Australia y Melanesia. Los rasgos dentales métricos se caracterizaron mediante diámetros de corona mesiodistal y bucolingual. Las mediciones se tomaron como diámetros máximos y los individuos masculinos se midieron principalmente porque los hombres generalmente tienen dientes más grandes y, por lo tanto, muestran más diferencias. Una cultura que prevaleció durante este tiempo fue la cultura úta Bút que ocurrió durante 6000-5000. Los análisis dentales métricos y no métricos de los úta Bút resultaron en una cultura altamente diferenciada de los asiáticos orientales. Un análisis de los coeficientes de correlación del modo Q transformados de las mediciones de la corona dental, mostró un grupo principal con australo-melanesios. Da But también tiene similitudes con los australo-melanesios en proporciones del tamaño de diente y rasgos no métricos. Estos rasgos cercanos indican una semejanza con los australo-melanesios. 

## Debates y controversias modernas.
La principal controversia con respecto a la hipótesis de las 'dos capas' es si el proceso evolutivo realmente involucró o no a los australo-melanesios. Arqueólogos como Matsumura sugieren que los chinos del sur componían la población inicial del sudeste asiático, en lugar de los australo-melanesios mientras que investigadores como Turner argumentan que los prehistóricos del sudeste asiático no se mezclaron con ninguno de los grupos raciales. Aunque los primeros vietnamitas y malayos prehistóricos se parecían más a las muestras australo-melanesias, la población de Mán Bạc se parecía más a las muestras de Đông Sơn que datan de la Edad del Hierro. Analizando restos craneales y dentales, Matsumura concluyó, basándose en diferencias cronológicas, que la población de Mán Bạc eran inmigrantes vinculados a pueblos cercanos a la región del río Yangtsé en el sur de China. Antropólogos moleculares han utilizado marcadores genéticos clásicos y ADNmt para analizar las similitudes entre los primeros chinos y los asiáticos del sudeste. Tales marcadores genéticos sugieren que la configuración genética de los pueblos del sur de China es bastante similar a la de los asiáticos del sudeste. [cita requerida].   
Otras controversias rechazan por completo la hipótesis de 'dos capas'. Usando evidencia dental, la hipótesis de Sundadont/Sinodont de Turner sugiere que el rasgo "Sundadont" visto en los asiáticos del sudeste actuales es el resultado de una continuidad a largo plazo. Turner creó un análisis de valores de MMD para probar las hipótesis de origen existentes, concluyendo que todos los asiáticos del sudeste, micronesios, polinesios y jomoneses forman su propia rama y descienden de un antepasado común. Los australianos y los melanesios, sin embargo, se encuentran dispersos en la rama africana y europea junto con una rama lateral de isleños de Tasmania e Islas Salomón. Howell analizó los cráneos de las principales ramas raciales en todo el mundo y relacionó la morfología craneal australiana y melanesia más estrechamente con los cráneos africanos. Howell descubrió, sin embargo, que el tamaño y las características de la morfología craneal asiática actual diferían significativamente de la de los australianos, melanesios y africanos.  